# Engadin-Felsenblümchen
Das Engadin-Felsenblümchen (Draba ladina), auch Ladiner Felsenblümchen genannt, ist ein im Unterengadin endemischer Vertreter der Felsenblümchen (Draba).

## Beschreibung
Das Engadin-Felsenblümchen ist eine ausdauernde krautige Pflanze, die eine Wuchshöhe von 1 bis 5 Zentimetern erreicht und in ziemlich dichten, bis 8 Zentimeter großen Polstern wächst. Der Stängel ist blattlos, unverzweigt und abgesehen von einigen Sternhaaren im unteren Teil kahl. Die in einer grundständigen Rosette angeordneten Laubblätter sind bis 8 Millimeter lang, breit lanzettlich bis eiförmig-lanzettlich, am Rand ungezähnt. Sie sind vor allem am Rand und auf der Unterseite mit zahlreichen bis über 1 Millimeter langen einfachen Haaren besetzt sowie einzelnen Sternhaaren.
Die Blütezeit reicht von Juli bis August. Die Blüten stehen zu wenigen in einer Traube an kurzen, zur Fruchtzeit abstehenden Stielen. Die blassgelben, trocken weißlichen Kronblätter sind 3,5 bis 5 mm lang, am Grund genagelt, an der Spitze ausgerandet.
Das 5 bis 9 Millimeter lange Schötchen ist spindelförmig und mit wenigen kurzen einfachen Haaren besetzt. Der Griffel ist zur Fruchtzeit 0,7 bis 1,2 mm lang. Je Fach sind fünf bis acht braune, 1,1 bis 1,5 mm lange Samen enthalten.
Draba ladina ist tetraploid mit einer Chromosomenzahl von 2n = 32.

## Vorkommen
Das Engadin-Felsenblümchen kommt nur in der Gebirgskette nördlich vom Ofenpass im Unterengadin vor und wächst hier in der subnivalen Stufe oberhalb von 2600 m. Das höchste Vorkommen dieser Art wird mit 3085 m angegeben.
Sie besiedelt Ritzen und Absätze von Dolomitfelsen. Pflanzensoziologisch hat es sein Optimum in Gesellschaften des Unterverbands Potentillenion caulescentis.
Die ökologischen Zeigerwerte nach Landolt & al. 2010 sind in der Schweiz: Feuchtezahl F = 2 (mäßig trocken), Lichtzahl L = 5 (sehr hell), Reaktionszahl R = 5 (basisch), Temperaturzahl T = 1 (alpin und nival), Nährstoffzahl N = 1 (sehr nährstoffarm), Kontinentalitätszahl K = 4 (subkontinental).

## Forschungsgeschichte
Josias Braun-Blanquet entdeckte diese Art 1917 in den Unterengadiner Dolomiten und beschrieb sie 1919. Er ordnete sie der in den Alpen nicht vorkommenden Sektion Chrysodraba DC. zu. Karl Peter Buttler vermutete, dass Draba ladina auf Grund der Chromosomenzahl als Allotetraploide aus einer Kreuzung zwischen Draba aizoides und Draba tomentosa hervorgegangen ist. Alex Widmer und Matthias Baltisberger konnten 1999 mit molekulargenetischen Methoden Draba aizoides als väterlichen Vorfahren von Draba ladina identifizieren, während Draba tomentosa auf Grund der ähnlichen Chloroplasten, die nur mütterlicherseits vererbt werden können, als mütterlicher Vorfahr bestimmt werden konnte.  Die Entstehung von Draba ladina geht auf ein einziges Hybridisierungs-Ereignis zurück. Sie vermuten auch, dass die Art nicht sehr alt ist und wahrscheinlich postglazial entstanden ist.

## Gefährdung
Die Art wurde in der Roten Liste von 1991 als selten („R“) eingestuft. In der Roten Liste von 2002 wurde sie nach den Kriterien der IUCN als stark gefährdet (EN) eingestuft. Auf Grund der zu erwartenden Veränderungen an den Standorten ist davon auszugehen, dass diese Einstufung noch verschärft werden könnte.

## Bilder

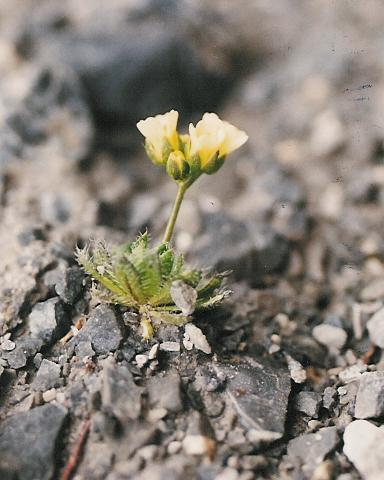
Vollblüte
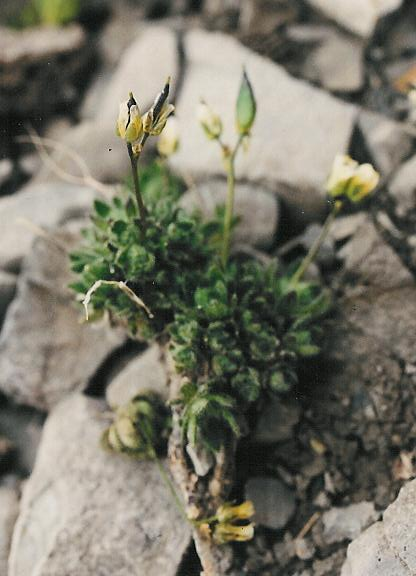
Fruchtend